# Liu Kang
Liu Kang (en chino 劉康, en pinyin: Liúkāng) es un personaje ficticio en la serie de videojuegos de lucha Mortal Kombat de Midway Games y NetherRealm Studios. Fue presentado como uno de los siete personajes originales en el primer juego de 1992, siendo un monje Shaolin que ingresa al torneo Mortal Kombat para salvar a La Tierra. Después de su victoria en el torneo, Liu Kang se convierte en el héroe de la serie Mortal Kombat como el campeón y principal defensor de La Tierra guiado por su mentor, el dios del trueno Raiden. Él también se involucra románticamente con la princesa Kitana, la hija adoptiva del malvado emperador del Mundo Exterior, Shao Kahn.
Diseñado con movimientos especiales destinadas a ser más fácil de realizar que los movimientos de los otros personajes, Liu Kang ha aparecido en muchos de los Mortal Kombat, además de protagonizar con Kung Lao y personajes del título de acción-aventura Mortal Kombat Shaolin Monks, y se encuentra entre los once personajes de la serie que representan a la franquicia en el juego crossover Mortal Kombat vs. DC Universe. Liu Kang ha aparecido ampliamente en medios de Mortal Kombat y en productos oficiales, siendo el protagonista principal de los dos largometrajes y Malibu Comics. Adaptaciones de cómics, además de papeles secundarios en otros medios, como la novela Mortal Kombat de 1995 y la serie animada Mortal Kombat: Defenders of the Realm.
La recepción crítica y general del personaje ha sido principalmente favorable, aunque varios aspectos han sido criticados. Mientras que algunas habilidades menos atractivas han sido criticadas por carecer del atractivo de los movimientos y sonidos de otros personajes que grita durante los ataques regulares, la caracterización más oscura de Liu Kang en los juegos posteriores ha sido elogiada.

## Historia
Liu Kang sigue las enseñanzas de la Sociedad del Loto Blanco del Shaolin y fue enviado por el Templo de la Luz a derrotar a Shang Tsung. Él deseó derrotar a Shang Tsung y traer el torneo de nuevo a sus dueños de Shaolin. Liu Kang fue entrenado por Bo' Rai Cho, quien le enseñó la patada voladora. A su paso, a su manera en el torneo, hizo amigos como Johnny Cage y Sonya Blade. A la hora de la entrada de Liu Kang en Mortal Kombat, el Mundo Exterior había ganado nueve torneos de Mortal Kombat. Al oír hablar de la derrota de Goro, Shang Tsung lo desafió. Después de una batalla épica, Liu Kang derrotó a Shang Tsung con su patada voladora, emergiendo como el nuevo campeón.
Regresando a casa desde la isla de Tsung, él encontró muchos de sus compañeros Shaolin asesinados en un ataque vicioso por una horda de Tarkatan. Enfurecido, Liu Kang decide viajar al Mundo Exterior, apoyado por el miembro del Loto Blanco y hermano espiritual Kung Lao, Raiden, el hermano menor de Sub-Zero, y Smoke para buscar venganza. Antes de que él viajara a Mundo Exterior, Liu Kang fue a Hollywood a buscar la ayuda de Johnny Cage.
Afortunadamente, Liu Kang llegó al tiempo justo en que Cage era atacado por una horda de Tarkatan. Ahora con Johnny y su nuevo amigo Jax finalmente viajaron a Outworld. En el torneo, él y Kung Lao se encontraron con Kitana, y Liu Kang comenzó a enamorarse de ella. Él aprendió la naturaleza verdadera del torneo del Mundo Exterior, pero compitió de todos modos. Mientras que es confuso qué peleas ocurrieron en el torneo, se sabe que Liu Kang luchó con Shao Kahn, dominando finalmente al emperador. Es también muy posible que además se enfrentase a Shang Tsung antes que a Shao Kahn, derrotándolo a pesar de su juventud y energías renovadas. Cerca de la derrota, Kahn ordenó a sus fuerzas destruir a los combatientes de la Tierra, forzando a los héroes de la Tierra a volver a casa y comenzar a prepararse para la invasión que venía.
Después de volver a la Tierra, Liu Kang, junto con Kung Lao, comenzó a entrenar a una nueva generación de guerreros Shaolin, pero fue interrumpido cuando la invasión comenzó. Como los escuadrones de exterminio de Kahn fueron enviados a asesinar a guerreros elegidos de la Tierra, Liu Kang se convirtió en el objetivo principal. Kung Lao, que fue en contra de Shao Kahn, fue casi batido a muerte. Enfurecido, Liu Kang desafió al emperador a un Mortal Kombat y, después de la batalla final, derrotó a Shao Kahn otra vez, logrando así que él y sus fuerzas se retirasen de nuevo al Mundo Exterior. Las almas que Khan había atrapado fueron liberadas y, momentos antes de que el portal se cerrara, Liu Kang fue agradecido por Kitana por salvar el reino de la Tierra y su reino de las invasiones de Shao Kahn.
Liu Kang viajó a América para buscar una nueva generación de guerreros Shaolin para entrenar. Mientras estaba en América, se encontró con su viejo amigo Kai. Los dos entonces viajaron de nuevo a China, en donde Liu Kang entrenó a Kai para ser un guerrero Shaolin. Sin embargo, la paz al final no existía, pues el caído Dios Antiguo Shinnok se había escapado del Netherrealm a través de un portal a Edenia. Después de saber que Kitana había sido capturada, Liu Kang fue solo en su ayuda, pero fracasó en el intento. Liu Kang volvió a la Tierra, donde comenzó a reunir a los guerreros de la Tierra para salvarla y para asistir a su mentor: Raiden.
Finalmente, Liu Kang se enfrentó a Shinnok y una vez más resultó victorioso, terminando así su ataque contra la Tierra. Liu Kang volvió a los templos de Shaolin, creyendo que había perdido a Kitana para siempre. Sin embargo, la princesa apareció a través de un portal desde Edenia y agradeció a Liu Kang por todo lo que él había hecho. Ella le ofreció que se uniera a ella en el trono. Sin embargo, debido a las responsabilidades como campeón de Mortal Kombat, Liu Kang fue forzado a declinar su oferta.
Por algunos años, Liu Kang disfrutó de paz relativa. Sin embargo, la alianza mortal se haría conocer en la tierra por su exitoso intento de asesinato de Liu Kang. Shang Tsung se presentó como Kung Lao y atacó al campeón cuando practicaba sus katas. Shang Tsung, fue asistido por Quan Chi, que cogió por sorpresa a Liu Kang atacándolo por la espalda con un proyectil. Shang Tsung utilizó esta distracción para tomar ventaja y rompió el cuello de Liu Kang. Entonces consumió su alma. El cuerpo mutilado de Liu Kang fue descubierto por su amigo Kung Lao y lo pusieron a descansar en la academia de Wu Shi, donde una capilla fue construida para honrarlo.
En la culminación de los acontecimientos de Mortal Kombat: Deception, Raiden lanzó su esencia divina para destruir a Onaga, matando a Shang Tsung y probablemente Quan Chi en el proceso. Mientras que es desconocido si realmente Quan Chi y Shang Tsung están verdaderamente muertos, se ha establecido que los millares de almas que Tsung consumió en el pasado fueran liberadas, incluyendo la de Liu Kang. Además Raiden, ahora corrompido de alguna manera, reanimó el cuerpo de Liu Kang y lo envió en una masacre, matando a muchos de los monjes Shaolin compañeros de Liu Kang. El alma de Liu Kang decidió permanecer en Outworld para asistir a la guerra contra Onaga, pero pronto descubrió la “resurrección” de su cuerpo y fue conmovido por lo que él había hecho. Aunque Liu Kang no era verdaderamente responsable, él no podría ayudar sino sentir responsabilidad por las acciones cometidas por su forma corporal. Él también aprendió acerca de sus camaradas y cómo habían sido esclavizados por Onaga. Desde allí, Liu Kang alistó al ninja misterioso Ermac como aliado y tenía dos misiones a completar. La primera era intentar salvar a sus amigos de Onaga con Ermac, la segunda era derrotar y parar a su cuerpo de hacer daño adicional.
En Mortal Kombat: Armageddon, él logra su primera tarea salvando a sus amigos pero fue incapaz de reunir su cuerpo y su alma. Sin embargo, al final, los jugadores aprenden que al derrotar a Blaze, el cuerpo de Liu Kang y el alma se juntan, y él gana el poder de un dios. Liu Kang entonces se enfrentó al corrompido Raiden y lo derrotó en un choque épico. Con el consentimiento de los Dioses Antiguos, él sustituyó a Raiden como protector de la Tierra.
En la línea de tiempo alternativa, Liu Kang participó en los sucesos de la línea original, con la diferencia de que en esta línea de tiempo, tuvo que presenciar como su amigo y hermano espiritual Kung Lao era asesinado por Shao Kahn, Al igual que el resto de sus compañeros así como a la Princesa Kitana, debido a la decisión de Raiden de alterar la historia producto de las visiones que le enviara su yo del pasado en un esfuerzo de evitar que Kang pelee contra el emperador del Mundo Exterior y así poder evitar los eventos que condujeron al Armagedón, ocasionan que Liu Kang considere que Raiden actúa irracionalmente y lo enfrenta, pero desgraciadamente, este enfrentamiento acaba con su propia muerte.
En la nueva línea temporal creada por Raiden alterno y que luego de ciertos acontecimientos se convierte en su yo corrupto, Liu Kang gobierna el Infierno junto con Kitana como retornados, teniendo a Jade y Kung Lao como sirvientes retornados. Los emperadores del Infierno son reclutados por Kronika para deshacer esta línea temporal y crear una nueva a su voluntad. Liu Kang accede y se vuelve leal a Kronika. Pero Kronika necesitaba guerreros del pasado, y trayendo villanos como Shao Kahn, Baraka o Erron Black, también trajo del pasado a los campeones de la Tierra, un joven Liu Kang entre ellos. El joven Liu Kang ayuda al Raiden sin corromper y a los demás protectores de la Tierra (Johnny Cage, Cassie Cage, Sub-Zero, Scorpion, etc.). Cuando Liu Kang joven es capturado por Kronika, Raiden enfrenta al Liu Kang retornado, fusionándose con él y salvando al Liu Kang joven; de esta fusión nace Liu Kang Dios del Fuego, que derrota a Kronika y se convierte en el nuevo dios protector de la Tierra, tomando el lugar de Raiden, y reescribiendo la línea temporal junto con Kitana. Sin embargo, en el descenlace canon, se revela que Liu Kang al derrotar a Kronika, ésta tenía puesta la corona de Shang Tsung la cual le permitía controlar el poder del Reloj de Arena por lo que al destruir la corona junto con Kronika, ocasionó entonces que apareciera un portal de cuyo interior emergen Fujin, Nightwolf y Shang Tsung quiénes detienen a Liu Kang de modificar la historia y le aconsejan que use el poder del Reloj de Arena para retroceder en el tiempo al momento exacto cuando Cetrion fue enviada a recuperar la corona en la isla de Shang Tsung para así usar el reloj de Arena adecuadamente. Sin embargo todo era una trampa de Shang Tsung quien buscaba adueñarse del objeto en cuestión, matar a sus enemigos (Shao Kahn y Sindel) y consumir el alma de Kronika para usar el poder del Reloj de Arena para su propósito.
Cuando está por hacerlo, Liu Kang en su forma de Dios del Fuego emerge de un portal para enfrentar a Shang Tsung por el control de la corona y el Reloj de Arena. Liu Kang resulta vencedor y tras esto, usa el poder del Reloj de Arena para reescribir la historia en una era donde los habitantes de los reinos puedan coexistir y tomar sus propias decisiones. Sin embargo en el proceso de crear esta nueva línea temporal, Liu Kang entendió que fue la búsqueda del equilibrio perfecto entre el bien y el mal lo que llevó a Kronika a la locura. Tras crear esta nueva línea temporal, Liu Kang renuncia a su posición como Titán y guardian del tiempo para convertirse en el Dios del Fuego y protector del Reino de la Tierra en su línea temporal dejándole la responsabilidad de cuidar el Reloj de Arena a un reformado Geras.

## Recepción
El personaje ha recibido una respuesta en su mayoría muy positiva por las publicaciones de juegos. Su relación con Kitana ocupó el cuarto lugar en la lista de IGN de las mejores parejas de videojuegos en 2006. GameSpot lo presentó en su encuesta de 2009 por el título de "All Time Greatest Game Hero", en el que perdió ante Yoshi. UGO Networks lo ubicó en el puesto 94 en la lista de los mejores héroes de todos los tiempos en 2008, destacando su papel en la serie Mortal Kombat, así como la profundidad de los personajes. En 2012, GamesRadar lo ubicó en el puesto 51 como el protagonista "más memorable, influyente y rudo" de los juegos, y agregó que si bien "Sub-Zero y Scorpion puede obtener la mayor parte de la fanfarria", Liu Kang "puede disparar bolas de fuego, gritos y aullidos como Bruce Lee, y fue pionero en la Animalidad con su muerte por transformación de dragones. No es de extrañar que Liu Kang sea el campeón elegido de Earthrealm". En 2014, Jack Pooley de What Culture lo clasificó como el segundo mejor personaje de juegos de lucha. DigitalSpy lo catalogó como el 13º mejor personaje de Mortal Kombat que lo compara con el personaje de Street Fighter Ryu, afirmando que ambos son "un poco aburridos", desarrollan técnicas atractivas en sus respectivas series. Complex mencionó a Liu Kang como el tercer mejor personaje de la franquicia en base a sus rasgos heroicos, movimientos y su forma de no-muerto.
Al igual que todos los personajes de Mortal Kombat vs DC Universe, Liu Kang fue seleccionado para ser un personaje jugable basado en su popularidad. Jesse Schedeen de IGN dijo que "simplemente no sería correcto tener un juego sin Liu Kang", lo que indica que es tan feroz como los personajes del Universo DC en este juego. En 2010, GamePlayBook clasificó a Liu Kang como el segundo mejor personaje de Mortal Kombat, comentando que "su destreza y experiencia en la lucha lo convierten en una elección ideal" y en cómo es tan bueno como un zombi como cuando estaba vivo. En 2011, Bright Hub clasificó a Liu Kang como el segundo mejor personaje de la serie. En la lista de 2012 de UGO de los mejores personajes de Mortal Kombat, Liu Kang obtuvo el primer lugar. En 2013, fue clasificado como el quinto personaje de Mortal Kombat por Jon Hamlin de The Game Scouts por su popularidad y "ser increíblemente importante para el universo de Mortal Kombat". Ese mismo año, los lectores de Dorkly lo votaron como el sexto personaje más importante de la serie.
Tras su muerte en Deadly Alliance, Jeremy Dunham, de IGN, notó que Liu Kang fue asesinado porque la serie necesitaba una mentalidad de "comenzar de nuevo", ya que consideraba a Liu Kang como el personaje más fuerte de la serie. Mientras lo enumeraba como el segundo mejor personaje golpeado, What Culture también abordó la muerte de Liu Kang en Deadly Alliance, pero elogió su eventual regreso y su caracterización en Mortal Kombat, como su relación con Kitana. Complex comentó que los desarrolladores de Mortal Kombat "finalmente encontraron su ritmo de nuevo con Deadly Alliance, que comenzó a partir el cuello de Liu Kang". Game Informer mencionó su muerte en su artículo sobre "personajes que murieron bajo nuestro reloj" y lo calificó de "shock", ya que Liu Kang fue uno de los personajes "más queridos" de la serie.
Su rediseño en Mortal Kombat Deception fue elogiado por GameSpot por ser uno de los mejores del título, y apareció en la lista de GamesRadar de los "mayores triunfos de zombies" en 2009, pero también se clasificó como el noveno peor personaje de Mortal Kombat por ScrewAttack en 2011. Además, GamesRadar usó a Liu Kang como un ejemplo de un estereotipo de héroes de juego que revela un alter ego malvado que arruina los rasgos atractivos del personaje, y lo considera "un poco como la versión Shaolin de Goku, en que salvó su mundo innumerables veces y regresó de la muerte con más frecuencia ". GamesRadar lo presentó, Fei-Long y Tekken's Marshall Law en el artículo sobre" los clones de Bruce Lee "citando sus similitudes con Bruce Lee y con uno de sus gritos destacados en citas famosas. caracterización más oscuro de Liu Kang a partir de Deception y en el reinicio se recibieron con buena respuesta de la crítica como Den de Geek él aparece como el mejor 22 de Mortal Kombat carácter debido a este aspecto.

## Roles en los juegos de Mortal Kombat

### Mortal Kombat
Interpretado por Ho Sung Pak

#### Biografía
Antes miembro de la secreta White Lotus Society, Liu Kang abandona la organización para representar a todo Templo Shaolin en el Gran Torneo. A lo largo de su vida, él ha escuchado historias y rumores acerca de la competencia de artes marciales. Él estaba bien consciente de la maldad que hay detrás del Torneo, y entró para derrotar a Shang Tsung y regresar el Torneo a sus nobles orígenes.

#### Movimientos especiales
- Cruz de Fuego del Dragón: cruce de manos que forma una cruz por el cual lanza un pulso de fuego en forma de dragón para impactar el torso del oponente.
- Patada Voladora: especie de vuelo por la cual con impulso de su pierna logra derribar a su oponente lanzando un grito.

#### Fatality
- Gancho de Giro de Mariposa: a cualquier distancia del oponente el hace un giro de 360 grados golpeándolo con los brazos y piernas en el giro y finalmente un uppercut tan fuerte que saca al oponente de la pantalla. Este Fatality fue creado para representar los conceptos de la conservación de la vida de un monje Shaolin.

#### Final
Después de derrotar al temible Goro y ponerle fin al reinado de Shang Tsung sobre el Gran Torneo, Kang regresa la competencia a sus verdaderos anfitriones, los Templos Shaolin. Sus esfuerzos heroicos serán recordados por siempre. Él continuará las tradiciones de los Templo Shaolin y restablecerá el verdadero prestigio y respeto de su Gran Torneo.

### Mortal Kombat II
En esta entrega, Ho Sung Pak encarna nuevamente al monje.

#### Biografía
Después de ganar el Gran Torneo Shaolin de las manos de Shang Tsung, Kang regresa a su templo. Él descubre su sagrado hogar en ruinas, sus hermanos Shaolin muertos en una horrible batalla contra una horda de guerreros del Outworld y le llegó altamente al Carbajal.

#### Movimientos Especiales
- Bola de Fuego Dragón Alta: cruce de manos por el cual lanza un pulso de fuego en forma de dragón para impactar el torso del oponente.
- Bola de Fuego Dragón Baja: cruce de manos por el cual, agachado, lanza un pulso de fuego en forma de dragón para impactar las piernas del oponente.
- Bola de Fuego Dragón Volador: en el momento que el oponente se mantiene en el aire, con una mano lanza un pulso de fuego en forma de dragón para impactarlo en cualquier parte del cuerpo.
- Patada Voladora: especie de vuelo por la cual con impulso de su pierna logra derribar a su oponente lanzando un grito.
- Serie de Patadas de Bicicleta: se alza y empieza a dar patadas simultáneas con un grito de pelea, avanza por todo el campo golpeando a su oponente varias veces.

#### Fatality
- Gancho de Giro de Mariposa: a cualquier distancia del oponente el hace un giro de 360 grados golpeándolo con los brazos y piernas en el giro y finalmente un gancho tan fuerte que saca al oponente de la pantalla. Este Fatality fue creado para representar los conceptos de la conservación de la vida de un monje Shaolin.
- Dragón: su Fatality más popular entre adeptos al juego por el cual realiza una transformación en dragón, comiéndose la mitad del cuerpo del oponente.
- Friendship: de lo alto del campo saldrá una bola disco de baile y una melodía se empezará a escuchar, la cual él bailará graciosamente.
- Babality: un bebé con rostro oriental, posee la cinta roja de su frente y unos pantalones cortos acompañado de sus botas.

#### Fínal
Con su templo en ruinas, Liu Kang viaja al Outworld, participa en el torneo de Shao Kahn, y desata una brutal furia que no termina hasta la derrota de Shao Kahn. Liu Kang después regresa a su retiro a su templo Shaolín. Allí rinde tributo a sus hermanos fallecidos y finalmente llega a la conclusión de que todos los sucesos sucedidos son parte de su destino.

### Mortal Kombat 3/Ultimate Mortal Kombat 3/Mortal Kombat Trilogy
En estos juegos es interpretado por Eddie Wong

#### Biografía
Después de la Invasión del Outworld, Liu Kang se encuentra a sí mismo como el principal objetivo de los escuadrones de exterminación de Kahn. Él es el Campeón Supremo del Gran Torneo Shaolin y ha arruinado los planes de Kahn en el pasado. De todos los humanos, Kang representa la más grande amenaza para Shao Kahn.

#### Movimientos especiales
- Bola de Fuego Dragón Alta: cruce de manos por el cual lanza un pulso de fuego en forma de dragón para impactar el torso del oponente.
- Bola de Fuego Dragón Baja: cruce de manos por el cual lanza agachado un pulso de fuego en forma de dragón para impactar las piernas del oponente.
- Bola de Fuego Dragón Volador: en el momento que el oponente se mantiene en el aire, con una mano lanza un pulso de fuego en forma de dragón para impactarlo en cualquier parte del cuerpo.
- Patada Voladora: especie de vuelo por la cual con impulso de su pierna logra derribar a su oponente lanzando un grito.
- Serie de Patadas de Bicicleta: se alza y empieza a dar patadas simultáneas con un grito de pelea, avanza por todo el campo golpeando a su oponente varias veces.

#### Fatality
- Combustión Interna: un rezo, su imagen desvaneciendo, y aparece rápidamente como una silueta en el cuerpo del oponente, provocará una llamarada; desvaneciéndose, nuevamente calcina el cuerpo, a instantes aparece.
- Arcade: un rezo, su imagen desvaneciendo, y hace caer sobre el oponente una consola Arcade del Primer Mortal Kombat. El peso del mecanismo aplastará y dejará solo un charco de sangre, a instantes reaparece.
- Friendship: mostrando una pantalla de cine antiguo mueve sus manos y con una luz enfocándose en él se ve el logo del dragón que formó.
- Babality: un bebé con rostro oriental, posee la cinta roja de su frente con su larga cabellera y unos pantalones cortos acompañado de sus botas.
- Animality: transformación en un dragón gigantesco con un gran fosforescente verde, moviendo su cabeza devorará la mitad del cuerpo de su oponente.
- Brutality: utilizado desde UMK3. Combo de once golpes por el cual hace implosionar el cuerpo de su oponente en restos y charcos de sangre.

#### Final
Después de la toma de la Tierra, Liu Kang se encuentra a sí mismo como el principal objetivo de las fuerzas de Shao Kahn. Kang es el Campeón Supremo de Mortal Kombat y lo ha probado fácilmente al derrotar a las fuerzas de Kahn. Pero es la aparente muerte de su amigo Kung Lao, lo que enfurece a Kang y le permite encontrar la fuerza para derrotar a Shao Kahn. Después, antes de que el Portal se cerrara, la princesa Kitana le agradeció a Liu Kang por salvar el Earhtrealm y el Outworld.

### Mortal Kombat 4/Mortal Kombat Gold

#### Biografía
Él, todavía campeón inmortal de Mortal Kombat, se aventura al reino de Edenia para rescatar a Kitana del malvado Quan Chi. Tras fracasar en su misión, Liu vuelve a Earthrealm y reúne a los mejores guerreros de Earhtrealm. Esto no sólo lo hace para liberar el reino de Kitana, Edenia, sino para ayudar también a Raiden.

#### Movimientos especiales
- Bola de Fuego Dragón Alta: cruce de manos por el cual lanza un pulso de fuego en forma de dragón para impactar el torso del oponente.
- Bola de Fuego Dragón Baja: cruce de manos por el cual lanza un pulso de fuego en forma de dragón para impactar las piernas del oponente.
- Bola de Fuego Dragón Volador: en el momento que el oponente se mantiene en el aire, con una mano lanza un pulso de fuego en forma de dragón para impactarlo en cualquier parte del cuerpo.
- Patada Voladora: especie de vuelo por la cual con impulso de su pierna logra derribar a su oponente lanzando un grito.
- Serie de Patadas de Bicicleta: se alza y empieza a dar patadas simultáneas con un grito de pelea, avanza por todo el campo golpeando a su oponente varias veces.

#### Arma
- Spin Sword

#### Fatality
- Lanzamiento Fulminante de Fuego:sSujetando al oponente de los brazos, lo lanza hacia la parte superior de la pantalla mientras suelta un grito personal. Cuando el oponente permanece arriba, lanza una inmensa llamarada que termina calcinando el cuerpo y cayendo enfrente de la pantalla.
- Dragón: su Fatality más popular entre adictos al juego por el cual realiza una transformación en dragón y tomando por la boca lanza al oponente al cielo y luego lo traga por completo (podemos ver que en Mortal Kombat: Shaolin Monks lanza fuego a diferentes lados haciendo un Multality).

#### Final
Liu Kang residía en el Templo Shaolin. Haciendo una reverencia, dice Todo ha terminado. Un portal frente a él se abre. De aquella puerta sale Kitana en agradecimiento por salvar al reino de Edenia y que todos se habían salvado. Ella le propuso que se uniera a ella para siempre como el rey de Edenia. Liu Kang rechaza con las palabras Yo soy el campeón de Mortal Kombat y debo quedarme a proteger Earthrealm. El portal se cierra y Liu Kang termina arrodillándose.

### Mortal Kombat: Deception

#### Biografía
"El hechicero Shang Tsung me había asesinado y consumido mi alma. Estuve atrapado en su interior, atormentado por su maldad, junto a muchas otras víctimas de su vampiresca absorción de almas. A través de los ojos de Shang Tsung, observamos la batalla contra Raiden, quien se sacrificó para detener a Onaga. La explosión generada por Raiden destruyó a Shang Tsung, y nuestras almas ya eran libres para ascender a los cielos. Permanecí en el Outworld para ayudar a mis amigos en su lucha contra el Rey Dragón. ¿Por qué alguien habrá profanado mi tumba y reanimado mi cuerpo? No lo sé. De algún modo mi cuerpo mantiene mi conocimiento sobre las artes marciales y ha matado a muchos inocentes. Aunque no soy el perpetrador de esa matanza, no puedo evitar sentirme responsable de los actos cometidos por mi forma física. La batalla entre mi mente y mi cuerpo ha comenzado."

#### Estilos de pelea
- Jun Fan
- Pao-Chui

#### Arma
- Nunchaku(con cadenas)

#### Fatalitys
- Toma de Almas: Liu Kang retrocede sus manos y le quita el alma al oponente. Luego la concentra en una llamarada, que al lanzarla hace estallar al oponente.

- Toma de Cuerpo: con un rezo el cuerpo de Liu Kang toma el cuerpo del oponente y se arranca la cabeza mostrando que atrás de la cabeza del oponente estaba la cabeza de Liu Kang.

- Hara-kiri: Liu-Kang se rodea con un aura verde y sus partes del cuerpo se empiezan a caer.

#### Final
Los amigos de Liu Kang habían sido liberados. Onaga había sido derrotado, y los reinos estaban a salvo una vez más. Pero aún quedaba una batalla que librar. El cuerpo de Liu Kang había sido usado por una fuerza desconocida como arma de destrucción. Había provocado muertes y necesitaba ser detenida. El caos terminaría en el Reino de la Tierra. Ninguno lograba superar al otro, cuando una sacudida de energía encrucijó a ambos. Liu Kang sentía el fuego en sus nervios, y cómo sus pulmones se llenaban de aire por primera vez desde su muerte. Era Liu Kang una vez más: Protector del Reino de la Tierra, Campeón del Mortal Kombat.

### Mortal Kombat: Armageddon

#### Estilo de pelea
Jeet Kune Do (al iniciar la Pelea su estilo es jun fan, que es jeet kune do pero con otro nombre. Esto lo vemos al elegir un estilo de pelea al personaje de Kreate a Fighter o cuando seleccionamos su pose de victoria)

#### Armas
- Nunchaku (con cadenas)

#### Final
La potencia liberada por la destrucción de Blaze hizo que el cuerpo y alma de Liu Kang se unieran. Una vez más y todo el que posea el poder de un dios, se enfrentó a Raiden, quien había sido corrompido por su suicidio, Liu Kang derrotó a su mentor en un enfrentamiento épico. Con el consentimiento de los dioses antiguos, él sustituyó a Raiden como protector de Earthrealm.